# Tillandsia milagrensis
Tillandsia milagrensis là một loài thực vật có hoa trong họ Bromeliaceae. Loài này được Leme miêu tả khoa học đầu tiên năm 1993.

## Hình ảnh

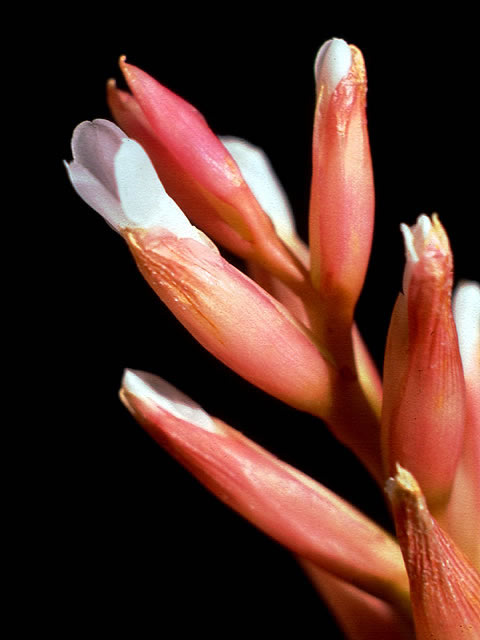
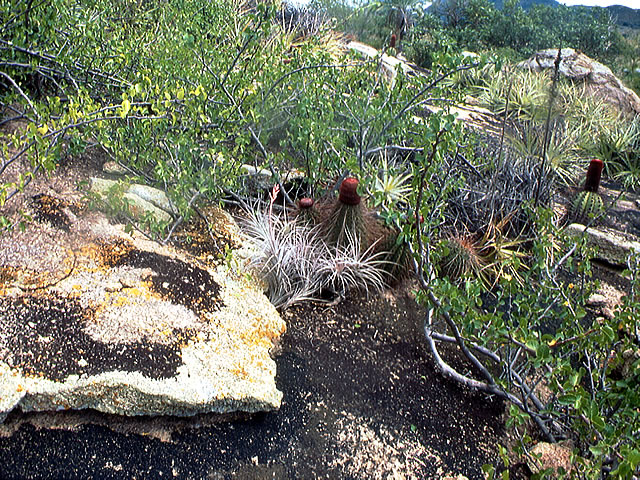